# ملكة جمال فرنسا 2023
ملكة جمال فرنسا 2023 هي النسخة الثالثة والتسعين من مسابقة ملكة جمال فرنسا، أقيمت المسابقة في 17 ديسمبر 2022 في أم ايه سي إتش 36 في شاتورو، سانتر-فال دو لوار، في نهاية الحدث توجت أنديرا أمبيوت من غوادلوب من قبل ديان لاير من إيل دو فرانس خلفًا لها، تعتبر نسخة عام 2023 هي السنة الأولى التي أشرفت فيها سيندي فابر على ملكة جمال فرنسا كمديرة وطنية لها، خلفًا لسيلفي تيلير التي شغلت هذا المنصب منذ عام 2007.

## النتائج

### المراكز النهائية
| النتائج النهائية     | المتنافسة |
| -------------------- | --- |
| ملكة جمال فرنسا 2023 | - غوادلوب - إنديرا أمبيو |
| الوصيفة الأولى       | - نور با دو كاليه - أغاثا كاويت |
| الوصيفة الثانية      | - فرانش كومتيه - ماريون نافارو |
| الوصيفة الثالثة      | - مارتينيك - أكسيل رينيه |
| الوصيفة الرابعة      | - أوفيرني - أليسيا لادفيزي |
| أفضل 15              | - ريفيرا الفرنسية - فلافي بارلا (الوصيف الخامس) - لورين - سارة عطار (الوصيفة السادسة) - آكيتين - اوريان غالفيز سوتو - لانغدوك - كاميرون فاليير - ميدي بيرينيه - فلورنسا ديمورتييه - بايي دو لا لوار - إيما غيبيرت - بيكاردي - برنيس ليجيندر - بواتو شارنت - مارين باوليه - رون آلب - إستر كوتين - روسيون - كيارا فونتين |